# マーブルヘッド (防護巡洋艦)
|          |                                                |
| 艦歴     |                                                |
| 発注:    |                                                |
| 起工:    | 1890年10月                                     |
| 進水:    | 1892年8月11日                                  |
| 就役:    | 1894年4月2日                                   |
| 退役:    | 1919年8月21日                                  |
| その後:  | 1921年8月5日に売却                             |
| 除籍:    |                                                |
| 性能諸元 |                                                |
| 排水量:  | 2,072 トン                                     |
| 全長:    | 269 ft 6 in (82 m)                             |
| 全幅:    | 37 ft (11.3 m)                                 |
| 吃水:    | 14 ft 6 in (4.4 m)                             |
| 機関:    |                                                |
| 最大速:  | 18ノット (33 km/h)                             |
| 乗員:    | 士官、兵員274名                                |
| 兵装:    | 5インチ砲9門 6ポンド砲6門 1ポンド砲2門 機銃2基 |

マーブルヘッド (USS Marblehead, C-11/PG-27) は、アメリカ海軍の防護巡洋艦。モンゴメリー級防護巡洋艦の1隻。艦名はマサチューセッツ州マーブルヘッドに因む。その名を持つ艦としては2隻目。

## 艦歴
マーブルヘッドは1890年10月にマサチューセッツ州ボストンのシティ・ポイント・ワークスで起工した。1892年8月11日にC・F・アラン夫人によって命名、進水し、1894年4月2日に艦長チャールズ・オニール中佐の指揮下就役した。
就役後北大西洋ステーションに配属されたマーブルヘッドは1894年6月6日にニューヨークを出航し、ニカラグアの政変に応じてカリブ海に向かった。6月19日にブルーフィールズに到着したが、同市は最も危険な状態にあった。7月7日、アメリカ領事からの要請に応じてマーブルヘッドは、アメリカ合衆国の権益を保護するため海兵隊員と艦の上陸部隊を上陸させた。陸上部隊の増援は7月31日に行われ、部隊は8月7日まで現地に留まった。5日後にマーブルヘッドはブルーフィールズを出航しカリブ海の巡航を継続、11月26日までラテンアメリカ諸国にアメリカ海軍の威容を誇示した。その後ジャマイカのポート・ロイヤルを出航し、12月6日にバージニア州ハンプトン・ローズに到着した。
マーブルヘッドは1895年3月4日に出航しヨーロッパステーションの任務に向かった。アゾレス諸島を経由して3月31日にジブラルタルに到着、4月および5月は地中海を巡航し、シリア海域で偵察を行った。その後6月20日に行われるキール運河の開通に際してアメリカ合衆国代表として参加するためドイツに向かう。続く5ヶ月間、マーブルヘッドは西ヨーロッパの沖合および地中海を巡航し、その距離は11,000マイル (18,000km) におよび40以上の港を訪問した。マーブルヘッドは帰国の途に就き、1896年11月23日にニューヨーク州トンプキンスヴィルに到着した。1897年2月1日、再び北大西洋ステーションへ配属され、その後は東海岸およびカリブ海での訓練巡航を行った。
米西戦争勃発時、マーブルヘッドはフロリダ州キーウェストにあった。直ちにキューバ水域に向かい、1898年4月23日にハバナ沖に到着、シエンフエーゴスに移動し、グアンタナモ湾侵攻の支援として29日に敵艦および要塞に対して砲撃を行った。マーブルヘッドは封鎖戦隊に加わると5月11日にシエンフエーゴス沖で通信ケーブルを切断し、この功績で多くの乗員および海兵隊員が名誉勲章を受章した。その後6月初めまでサンティアーゴ・デ・クーバ沖の偵察巡航を行う。マーブルヘッドはヤンキー (USS Yankee) と共に6月7日にグアンタナモ湾に配置され、10日には海兵隊の上陸を支援した。湾での作戦活動は継続され、6月15日には戦艦テキサス (USS Texas) がスペイン軍要塞を攻撃するのを支援した。
マーブルヘッドは9月2日までキューバ海域に留まり、その後セントローレンス川に向けて出航、10月20日にケベックで行われるシャンプラン記念碑の除幕式典に参加した。1898年11月2日からボストン海軍工廠で修理を開始し、作業は1899年2月9日に完了、カリブ海での短期巡航後、6月16日にマゼラン海峡を通過し、7月4日に太平洋戦隊に加わる。マーブルヘッドは南アメリカ、メキシコ、カリフォルニア沖を巡航し、1900年4月30日にメア・アイランド海軍工廠で退役した。
マーブルヘッドは1902年11月10日に再就役し、続く4年間は南北アメリカの西海岸沿いに巡航を行った。アラスカからチリまで訓練および儀礼任務を行い、1903年10月から1904年3月まで太平洋戦隊司令官ヘンリー・グラス少将の旗艦として活動した。マーブルヘッドは1906年10月1日にメア・アイランド海軍工廠で退役し、1910年3月31日まで同地で保管、その後カリフォルニア海軍民兵の訓練艦として使用された。1911年7月22日に予備役として任務に就き、1916年にはオレゴン州でオレゴン海軍民兵の訓練艦任務に就いた。
マーブルヘッドは1917年4月6日にワシントン州ブレマートンのピュージェット・サウンド海軍造船所で完全就役状態に復帰した。5月4日に太平洋偵察部隊に配属され、メキシコ沖で船団護衛、偵察、調査を行い、カリフォルニア沖でのドイツ艦に対する警戒活動を1918年6月11日まで行う。その後パナマ運河を経由してキーウェストに向かい、中米偵察分隊との任務に就く。6月22日にキーウェストに到着し、マーブルヘッドは第一次世界大戦の残りをカリブ海で船団護衛、偵察任務に費やす。12月4日に部隊から離れ、太平洋艦隊第2分艦隊に加わるために出発した。マーブルヘッドは1919年2月17日にメア・アイランド海軍工廠に到着、8月21日に退役した。1920年7月に PG-20 （砲艦）に艦種変更され、1921年8月5日に売却された。